# Стерлінг (Канзас)
Стерлінг (англ. Sterling) — місто (англ. city) в США, в окрузі Райс штату Канзас. Населення — 2248 осіб (2020).

## Географія
Стерлінг розташований за координатами 38°12′33″ пн. ш. 98°12′23″ зх. д. / 38.20917° пн. ш. 98.20639° зх. д. (38.209293, -98.206463).  За даними Бюро перепису населення США в 2010 році місто мало площу 4,42 км², з яких 4,33 км² — суходіл та 0,10 км² — водойми. В 2017 році площа становила 4,75 км², з яких 4,64 км² — суходіл та 0,11 км² — водойми.

### Клімат
| Клімат : Стерлінг       | Клімат : Стерлінг | Клімат : Стерлінг | Клімат : Стерлінг | Клімат : Стерлінг | Клімат : Стерлінг | Клімат : Стерлінг | Клімат : Стерлінг | Клімат : Стерлінг | Клімат : Стерлінг | Клімат : Стерлінг | Клімат : Стерлінг | Клімат : Стерлінг | Клімат : Стерлінг |
| Показник                | Січ.              | Лют.              | Бер.              | Квіт.             | Трав.             | Черв.             | Лип.              | Серп.             | Вер.              | Жовт.             | Лист.             | Груд.             | Рік               |
| Середній максимум, °C   | 4,7               | 8,4               | 13,8              | 19,5              | 24,7              | 30,8              | 33,7              | 32,7              | 27,8              | 21,2              | 12,4              | 6,3               | 19,7              |
| Середня температура, °C | −1,5              | 1,7               | 6,8               | 12,3              | 18,1              | 23,9              | 26,9              | 25,9              | 20,8              | 14,0              | 5,9               | 0,3               | 12,9              |
| Середній мінімум, °C    | −7,7              | −5,2              | −0,2              | 5,1               | 11,4              | 17,1              | 20,0              | 19,1              | 13,8              | 6,8               | −0,7              | −5,8              | 6,1               |
| ----------------------- | ----------------- | ----------------- | ----------------- | ----------------- | ----------------- | ----------------- | ----------------- | ----------------- | ----------------- | ----------------- | ----------------- | ----------------- | ----------------- |
| Джерело:                |                   |                   |                   |                   |                   |                   |                   |                   |                   |                   |                   |                   |                   |

## Демографія
Згідно з переписом 2010 року, у місті мешкало 2328 осіб у 786 домогосподарствах у складі 510 родин. Густота населення становила 526 осіб/км².  Було 933 помешкання (211/км²).
Расовий склад населення:
| - 93,1 % — білих - 2,4 % — чорних або афроамериканців - 0,7 % — корінних американців - 0,6 % — азіатів |

До двох чи більше рас належало 2,3 %. Частка іспаномовних становила 4,3 % від усіх жителів.
За віковим діапазоном населення розподілялося таким чином: 18,9 % — особи молодші 18 років, 64,8 % — особи у віці 18—64 років, 16,3 % — особи у віці 65 років та старші. Медіана віку мешканця становила 29,5 року. На 100 осіб жіночої статі у місті припадало 100,9 чоловіків;  на 100 жінок у віці від 18 років та старших — 100,1 чоловіків також старших 18 років.
Середній дохід на одне домашнє господарство  становив 69 582 долари США (медіана — 43 472), а середній дохід на одну сім'ю — 90 733 долари (медіана — 64 458). Медіана доходів становила 43 158 доларів для чоловіків та 34 886 доларів для жінок. За межею бідності перебувало 15,4 % осіб, у тому числі 11,7 % дітей у віці до 18 років та 7,8 % осіб у віці 65 років та старших.
Цивільне працевлаштоване населення становило 1130 осіб. Основні галузі зайнятості: освіта, охорона здоров'я та соціальна допомога — 41,6 %, науковці, спеціалісти, менеджери — 8,1 %, виробництво — 7,6 %, мистецтво, розваги та відпочинок — 7,3 %.